# Phytomyza melanella
Phytomyza melanella este o specie de muște din genul Phytomyza, familia Agromyzidae, descrisă de Frost în anul 1924. Conform Catalogue of Life specia Phytomyza melanella nu are subspecii cunoscute.